# Richard Scheuermann
Richard Scheuermann (29 de diciembre de 1876-8 de septiembre de 1913) fue un deportista alemán que compitió en ciclismo en la modalidad de pista. Ganó una medalla de bronce en el Campeonato Mundial de Ciclismo en Pista de 1913, en la prueba de medio fondo.

## Medallero internacional
| Campeonato Mundial | Campeonato Mundial | Campeonato Mundial | Campeonato Mundial |
| Año                | Lugar              | Medalla            | Competición        |
| ------------------ | ------------------ | ------------------ | ------------------ |
| 1913               | Leipzig (Alemania) | Medalla de bronce  | Medio fondo (P)    |